# Полемика вокруг СДВГ

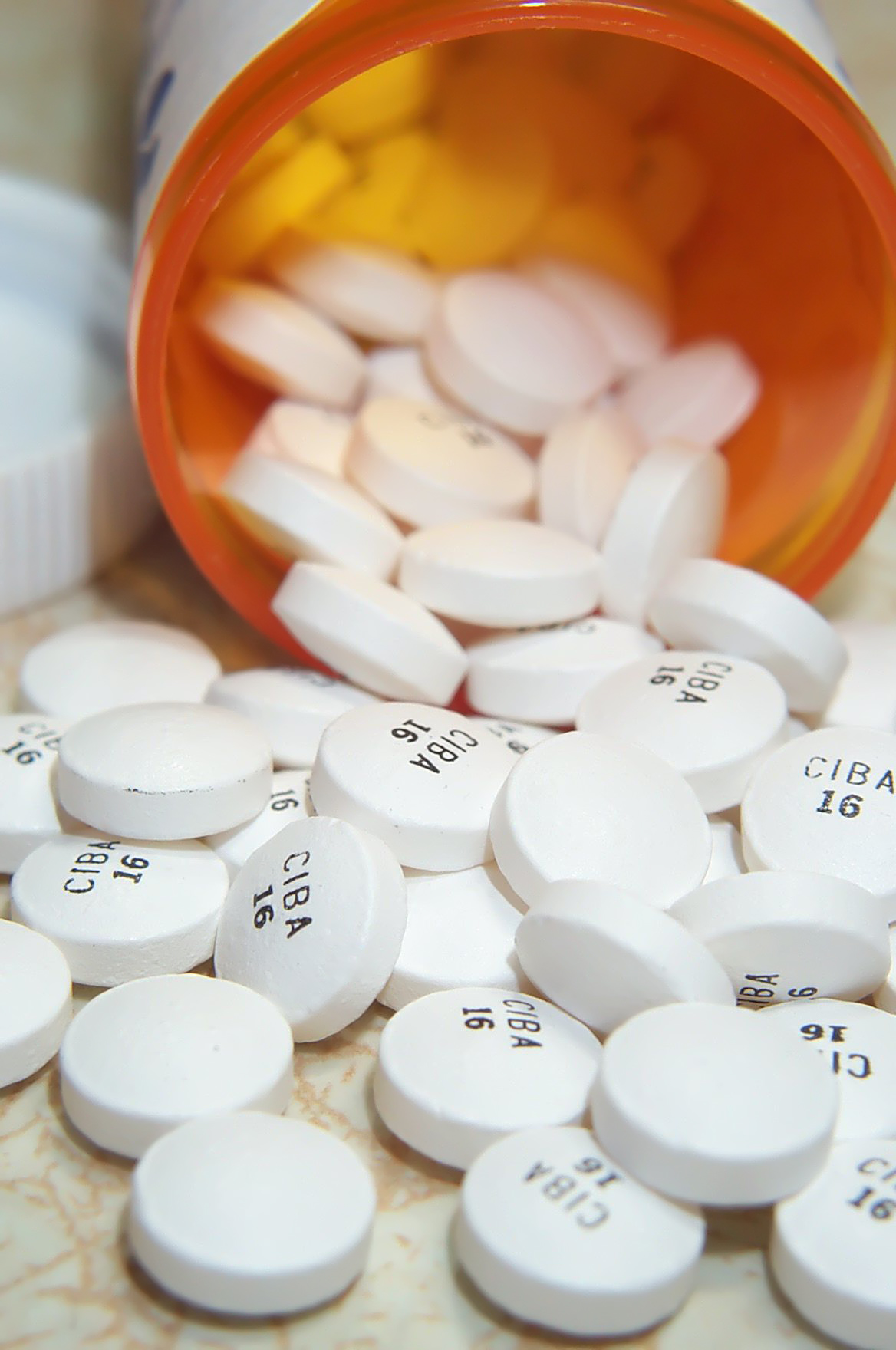
Метилфенидат (риталин), таблетка 20 мг (Ciba/Novartis), препарат, часто прописываемый для лечения СДВГ

Этиология, диагностика и лечение синдрома дефицита внимания и гиперактивности (СДВГ) были предметом активных дискуссий по меньшей мере с 1970-х годов. По многим причинам СДВГ остаётся одним из самых противоречивых психических расстройств, несмотря на то, что он представляет собой реальный медицинский диагноз. Главные вопросы, по которым высказываются возражения, — вероятная гипердиагностика СДВГ, назначение стимулирующих средств детям и методы, используемые при диагностировании и лечении СДВГ.
Национальный институт здоровья и качества медицинской помощи Великобритании (NICE) сообщает, что факт существования диагноза СДВГ вызывает противоречивые реакции у многих людей. Критика касается методов диагностики этого расстройства, порождаемых диагнозом негативных стереотипов в отношении детей, риска неверного диагностирования других состояний как СДВГ и предполагаемой авторитарной политики Американской психиатрической ассоциации. Некоторые даже ставят под сомнение само существование такого расстройства, как СДВГ:23.
Тем не менее после рассмотрения критических замечаний Национальный институт здоровья и качества медицинской помощи Великобритании заявил, что значительная часть критики носит социальный и философский характер и имеет малозначительное отношение к целям клинической практики, и сделал вывод, что обзор литературы по вопросу всё же подтверждает общую научную оценку данного явления:133. Национальный институт здоровья и качества медицинской помощи Великобритании также пришёл к заключению, что, несмотря на наличие критики, СДВГ представляет собой чётко выраженное клиническое состояние:138, связанное с определёнными генетическими, средовыми, нейробиологическими и демографическими факторами:139.
Хотя формулировку диагноза СДВГ в значительной мере поддерживают клинические работники и большинство представителей служб здравоохранения, возник целый ряд маргинальных теорий, объясняющих симптомы СДВГ: от описания СДВГ как части нормального спектра поведения (а не как расстройства) до прямого отрицания его существования. В список этих теорий входят так называемая «теория охотника и фермера», теория нейроразнообразия и теория СДВГ как социального конструкта.
Методы лечения синдрома дефицита внимания и гиперактивности тоже остаются предметом дискуссий. Чаще всего в качестве лекарства при СДВГ прописываются психостимуляторы. По утверждению Национального института психического здоровья США (National Institute of Mental Health), «при условии медицинского наблюдения стимулирующие препараты считаются безопасными». Тем не менее наряду с вопросами, связанными с безопасностью лечения, существуют и вопросы, касающиеся высокого риска возникновения симптомов шизофрении и биполярного аффективного расстройства и повышенного уровня выраженности этой симптоматики у лиц, принимавших стимуляторы для лечения СДВГ в детском возрасте.
Возражения против использования стимулирующих препаратов для лечения СДВГ возникли из-за нежелательных побочных эффектов, непредсказуемых долгосрочных эффектов, а также соображений общественного и этического характера, касающихся применения и распространения этих средств. Большинство диагнозов СДВГ были поставлены детям, но поскольку они не могут дать осознанное согласие на лечение в силу ограничений своего возраста, решение о лечении, как правило, принимается их законными опекунами. Также возникают разногласия этического и правового характера из-за рекламирования стимуляторов как средств лечения СДВГ организациями и отдельными лицами, получающих финансовое вознаграждение от фармацевтических компаний.

## Статус СДВГ как психического расстройства
В полемику по поводу этого диагноза вовлечены медицинские работники, педагоги, высшие правительственные чины, родители и СМИ, причём мнения по поводу СДВГ варьируются от полного отрицания существования такого явления до убеждённости в наличии генетических и физиологических предпосылок к данному расстройству. Постоянно нарастает напряжённость дискуссий по поводу диагностики, лечения и причин СДВГ, а также в связи с вопросами о долгосрочных эффектах стимуляторов, используемых при его лечении.
Дискуссии вокруг диагноза СДВГ шли по меньшей мере начиная с 1970-х годов. Вопрос о безопасности стимуляторов был поднят широкой общественностью в 1990-е годы, когда борцы против риталина (метилфенидата) заклеймили его как «детский кокаин».
Научные сотрудники канадского Университета Макмастера определили пять признаков СДВГ, которые являются причиной его противоречивого характера:
1. Этот синдром представляет собой клинический диагноз, в отношении которого невозможно провести какие-либо лабораторные или рентгенологические тесты для его подтверждения и у которого не существует определённых физических признаков.
2. Критерии диагностики СДВГ неоднократно менялись за время их существования.
3. Не существует окончательного разового лечения данной симптоматики, поэтому при лечении необходима длительная терапия.
4. Терапия часто заключается в применении стимулирующих препаратов, которые опасны возможностью злоупотребления.
5. Диагностика и лечение данной симптоматики значительно различаются в разных странах.[20]

### Скептические мнения по поводу диагноза
Скептические мнения по поводу адекватности данного диагноза в 2002 году высказывались лишь небольшой частью общественности США; исследование показало, что из 64 % населения, слышавших о СДВГ, 78 % считали его «настоящим заболеванием». В США среди тех, кто утверждал, что их друзья и родные часто не уверены в адекватности диагноза СДВГ, было немало афроамериканцев. В рамках небольшого исследования, проведённого в 1999 году девятью медицинскими работниками в Австралии, трое из них высказали скептические замечания по поводу применимости СДВГ как адекватного диагноза. В 1998 году Фред Боман заявил: «СДВГ — это полностью 100-процентное мошенничество», что прозвучало как контртезис против высказанного в 1995 году Расселом Баркли заявления о том, что «СДВГ реален». Мейерс отмечал, что в 1990-х годах некоторые социал-консерваторы рассматривали СДВГ как признак враждебности общества по отношению к мужскому полу и как посягательство на институт семьи.
В 2002 году Рассел Баркли, известный исследователь и автор работ по теме СДВГ, опубликовал «Международное единогласное решение по синдрому дефицита внимания и гиперактивности (СДВГ)», подписанное 86 психиатрами и психологами, включая нескольких наиболее широко публикуемых и цитируемых исследователей в психиатрии. В этой публикации утверждалось о существовании СДВГ и опровергалось наличие каких-либо противоречий в медицинском сообществе. С тех пор были опубликованы две критических работы в специальных научных журналах, которые рассматривали тезисы этого заявления и прежде всего негативный тон, использованный в нём в отношении исследователей, не разделявших взгляды авторов «единогласного решения».
В газетной статье в июне 2009 года глава целевой комиссии по главному психиатрическому справочнику США — DSM-IV — назвал одним из непредвиденных последствий публикации DSM-IV ложную «эпидемию» выставления диагнозов аутизма, биполярных расстройств и СДВГ. Внезапное увеличение диагностирования этих расстройств он связал с изменениями в DSM-IV, касающимися данных расстройств и произведенными накануне публикации новой редакции справочника.
В 2002 году 8 % читателей «Британского медицинского журнала», участвовавших в интернет-опросе, причислили СДВГ к списку десяти «несуществующих болезней». Обзор «Британского медицинского журнала» определил понятие «несуществующая болезнь» как «наличие у человека симптома или проблемы, которые могут быть некоторыми определены как клинический диагноз, но при которых эти люди могут рассчитывать на лучшие результаты, если этот симптом или проблема не будут диагностированы таким образом». При этом журнал не отрицал, что так называемые «несуществующие болезни» действительно влекут реальные проблемы или страдания. К примеру, в данном голосовании большое количество голосов получили такие расстройства, как ожирение, гиперхолестеринемия и менопауза.
Критерии, предложенные Э. Робинсом и С. Гьюзом, предполагают, что адекватность любого диагноза должна проистекать из эмпирического исследования, часть которого непременно следует посвятить изучению нейробиологических причин расстройства и смежных с ним явлений. Валидность диагнозов Робинс и Гьюз рассматривают как производное от эмпирического исследования с соблюдением следующих условий: 1) поставленный диагноз должен быть основан на чётко определимых медицинских понятиях, имеющих аналоги в других областях медицинской науки, 2) диагноз может быть дифференцирован от других диагнозов, 3) расстройство имеет типичное течение и исход, 4) расстройство имеет свойство наследоваться по семейным и генетическим признакам, 5) данные лабораторных исследований показывают наличие иных нейробиологических аналогов расстройства, 6) расстройство демонстрирует типичную реакцию на лечение. Обзорная статья, опубликованная в 2005 году, признаёт наличие актуальных противоречий по поводу СДВГ как в среде медицинских работников, так и в среде общественности. В статье был сделан вывод, что синдром соответствует критериям Робинса и Гьюза и это даёт возможность определить СДВГ как адекватный медицинский диагноз.
Тем не менее авторы другой обзорной публикации, появившейся в 2008 году, пришли к противоположному мнению и заключили: «Свидетельств о генетическом или нейроанатомическом происхождении СДВГ на данный момент недостаточно. <…> Маловероятно, что СДВГ существует как диагностируемое заболевание».

### Различные мнения о методах диагностирования
Определённую долю возражений по поводу характера СДВГ вызывает также тот факт, что детям ставят диагноз и лечат, исходя из решений их родителей и медиков, хотя основным источником диагностической информации являются мнения их преподавателей. Как показывает практика, только меньшинство, около 20 % детей, которым диагностирован СДВГ, демонстрируют гиперактивное поведение на приёме у врача.
За очень короткое время количество людей в США и Великобритании, которым диагностирован СДВГ, сильно возросло. Специалисты, критически относящиеся к этому диагнозу, такие как Дэн Гэллахан и Джеймс Кауфман, авторы книги «Исключительные ученики: Введение в специальное образование», высказали мнение, что возрастание частоты диагностирования синдрома обусловлено излишне общими и расплывчатыми критериями его диагностики, которые позволяют поставить диагноз СДВГ любого типа практически любому человеку с «нежелательным» поведением. Кроме того, они высказали мнение, что симптомы, рассматриваемые при диагностировании СДВГ, не подтверждаются убедительными данными эмпирических исследований.
Руководства, используемые в США для анализа поведения пациента, такие как шкала Брауна или шкала Коннорса, служат родителям и заинтересованным лицам для постановки диагноза путём оценки лица по типичным критериям отклонений от нормального поведения, например: «гудение или издавание других странных звуков», «мечтательность», «резкость действий»; при этом оценки частоты данных отклонений варьируются от «никогда» до «очень часто». Коннорс утверждает, что на основе такой шкалы можно установить адекватный диагноз. Тем не менее критики оспаривают утверждение Коннорса, указывая, что такие поведенческие явления могут быть интерпретированы с большой широтой. Особенно это очевидно, если принять во внимание различие семейных и культурных норм; данная посылка ведет к допущению, что основанный на такой шкале диагноз будет скорее субъективным, а не объективным.
Некоторые критики не отрицают само существование СДВГ в качестве реального расстройства, однако утверждают, что диагноз СДВГ может быть выставлен детям с проблемным поведением в тех случаях, когда такое поведение вызвано иными причинами. Критики отмечают, что некоторые дети, которым поставили диагноз СДВГ или которых заклеймили СДВГ родители или преподаватели, являются нормальными, но при этом отличаются неприемлемым для взрослых поведением.
СДВГ представляет собой субъективный диагноз, для которого не существует чёткого клинического теста. Это приводит к таким ситуациям, когда один доктор может заявить, что ребёнок нуждается в психотропном средстве, а другой доктор заявляет, что ребёнок совершенно нормален с медицинской точки зрения. Высказывается мнение, что присущие детям обычные характеристики — повышенный, но тем не менее нормальный с точки зрения развития уровень моторной активности, импульсивности или невнимательности — могут быть ошибочно расценены как СДВГ.

### Чрезмерное и недостаточное диагностирование синдрома
В 2005 году 82 % преподавателей в США считали, что диагностирование СДВГ происходит слишком часто, и в то же время 3 % считали, что этот диагноз ставится излишне редко. В Китае 19 % преподавателей считали диагностирование СДВГ чрезмерно частым, а 57 % — недостаточно частым.

### Изменение критериев диагностики
В период с середины XX века по начало XXI века к симптомам того явления, которое сейчас называется СДВГ, применялись различные названия. Тот факт, что критерии диагностики и название, используемое для описания ряда характеристик, составляющих явление СДВГ, с течением времени изменялись, привел к появлению возражений по этому поводу.

### Взгляды на СДВГ за пределами североамериканского континента
В 2009 году Британская психологическая ассоциация и Королевский колледж психиатров в сотрудничестве с Национальным институтом здоровья и клинической квалификации США издали ряд диагностических и терапевтических руководств по СДВГ. В этих руководствах были рассмотрены исследования Форда с соавторами, которые обнаружили, что 3,6 % мальчиков и 0,85 % девочек в Великобритании подпадают под определение диагноза СДВГ при использовании американского справочника DSM-IV. В этих руководствах также утверждалось, что количество потенциальных пациентов с СДВГ составляет только 1,5 % при использовании диагноза «гиперкинетического расстройства» из справочника МКБ-10. Критерии данного справочника используются наиболее часто вне стран Северной Америки.
Систематическое исследование литературы, проведённое в 2007 году, показало, что потенциальное распространение СДВГ в мире составляло 5,29 % и что между уровнями распространённости в Северной Америке и Европе нет существенной разницы. В исследовании не были показаны значительные различия между уровнями распространённости синдрома в Северной Америке и странах Африки и Ближнего Востока, но была сделана оговорка, что такое возможно по причине малого количества данных, поступающих из этих регионов.
Норвежская национальная телерадиокомпания в начале 2005 года выпустила небольшой телесериал об огромном росте потребления препаратов риталин и концерта (Concerta) среди детей. Продажи в 2004 году выросли в шесть раз по сравнению с 2002 годом. Сериал показал пример успешной программы групповой терапии 127 детей в возрасте от 4 до 8 лет, которые не принимали медикаменты. Некоторым из этих детей был диагностирован СДВГ, а некоторым «расстройство вызывающего сопротивления».

### Антипсихиатрия
Участники движения против психиатрии, такие как Фред Боман и Питер Бреггин, активно выступали в средствах массовой информации с критикой диагноза СДВГ и препаратов, используемых для его лечения. Фред Боман публиковал статьи о явлении СДВГ в специальных научных журналах.
С 1993 по 1997 год Боман контактировал с производителями препарата риталин из Управления по контролю за качеством пищевых продуктов и лекарственных средств США (FDA) и Управления по борьбе с наркотиками США (DEA), а также с крупнейшими исследователями явления СДВГ. Боман требовал предоставить доказательства явных физиологических отклонений в организме при выставлении диагноза СДВГ, которые служили бы основанием для рассматривания СДВГ как заболевания, и заставил своих адресатов признать, что объективных критериев СДВГ в качестве реального медицинского диагноза не существует.
Боман и Бреггин выступали в слушаниях Конгресса США по вопросам использования риталина и поддерживали судебные иски, такие как объединённый федеральный иск против риталина 2000 года. Кроме того, существует движение, называемое «критической психиатрией», которое часто ссылается на работы Бомана и Бреггина, но действует независимо от антипсихиатрического движения и занимается критикой отдельных практик психиатров, предлагая альтернативные модели и перспективы.

### Церковь саентологии
Церковь саентологии, которая отрицает любое психиатрическое лечение, известна активной критикой СДВГ и методов его лечения. Саентологи утверждают, что «продолжают усиливаться дискуссии по поводу многочисленных смертей и необратимых изменений организма, произведённых психотропными препаратами, прописанными детям, заклеймлённым <…> СДВГ». В публикациях саентологов встречаются утверждения, что понятие психических расстройств как таковое является мошенничеством и что «депрессия, гиперактивность и другие психические и поведенческие проблемы представляют в большинстве своём некорректные диагнозы, включающие в себя лишь те или иные симптомы и не касающиеся реальных проблем, которые могут быть физического или духовного свойства». В то же время распространено мнение, согласно которому, Церковь саентологии сама по себе является мошеннической структурой.

### Личностные черты
Порой высказывается мнение, что многие из признаков, по наличию которых выставляется диагноз СДВГ, представляют собой стойкие личностные характеристики и в действительности не указывают на наличие расстройства. Такие признаки могут считаться нежелательными в современном обществе, вести к затруднённому функционированию в нём, и поэтому на людей с такими личностными особенностями может навешиваться ярлык «расстройства». Некоторые консерваторы рассматривают явление СДВГ как атаку на маскулинные (типично мужские) черты поведения, сам диагноз и меры по лечению СДВГ — как атаку на традиционные способы корректировки тех или иных поведенческих свойств (например, при помощи дисциплины), а также как вмешательство государства в священно неприкосновенную жизнь семьи и личную жизнь граждан.

## Вопросы о причинах синдрома
Патофизиология СДВГ является неясной, и по этому поводу существует ряд соперничающих теорий.

### СДВГ как биологическое заболевание
Один из наиболее противоречивых вопросов, касающихся СДВГ, относится к тому, является ли это расстройство преимущественно биологическим заболеванием, ведущим к химическому или структурному дефекту мозга. В медицине преобладают воззрения на причины этого синдрома как на смесь генетических факторов и факторов внешней среды. Тем не менее патофизиология синдрома в настоящее время остаётся неясной. Были обнаружены различия в мозге между пациентами, у которых был диагностирован СДВГ, и пациентами, не имевшими такого диагноза, но остаётся непонятным, как эти изменения связаны с симптомами расстройства и связаны ли они с ними вообще. Хавьер Кастелланос, бывший глава группы по исследованию СДВГ при Национальном институте психического здоровья США, «строго убеждён, что СДВГ является биологическим заболеванием», но он также отметил, касательно нашего понимания связи процессов в мозге с этим синдромом, что «мы пока не знаем, какие процессы связаны с СДВГ». Некоторая корреляция между биологическими факторами и СДВГ была обнаружена с помощью нейровизуализации и генетических исследований, но, тем не менее, согласно утверждению Национального института здоровья и клинической квалификации США, СДВГ сам по себе не является неврологическим заболеванием.
В исследовании «Переосмысление СДВГ: международные перспективы» была выдвинута альтернативная концепция СДВГ, в рамках которой утверждается, что, хотя биологические факторы, по всей видимости, могут играть большую роль у некоторых детей в трудностях с тем, чтобы спокойно усидеть на месте и/или сконцентрироваться на школьных занятиях, значительное большинство детей, обнаруживающих такое поведение, не имеют биологического дефекта. По тем или иным причинам эти дети не смогли приспособить свою психику к возможности выполнять повседневные задания, которых от них ожидают. Их неугомонность и мечтательность имеют сходство с поведением других, нормальных детей, когда те не вовлечены в какую-либо деятельность и испытывают скуку или поставлены в тупик какими-либо обстоятельствами. Очень часто дети, получающие диагноз СДВГ, без труда могут сконцентрироваться на деятельности, которую находят интересной, а также легко концентрируются, если их обучает харизматичный педагог, умеющий объяснять увлекательно.
Хотя считается, что СДВГ в высокой степени наследуем, и исследования на близнецах показали, что генетический фактор ответственен за около 75 % случаев СДВГ, тем не менее некоторые специалисты подвергают сомнению генетическую основу этого синдрома. Доктор Джозеф Гленмюллен заявляет: «Никакое утверждение об ответственности генетики за психическое состояние не выдержало проверки временем, несмотря на широко популярные дезинформирующие сведения. Хотя существует множество теорий, но биологической, неврологической или генетической этиологии для того, что принято называть „психическим заболеванием“, вообще не существует». Его критики отмечают, что СДВГ является гетерогенным расстройством, вызываемым комплексным взаимодействием генетики и факторов среды, и поэтому не может быть адекватно смоделирован с использованием только генетической теории. Авторы обзорной публикации по этиологии СДВГ заметили: «Хотя некоторые исследования в масштабах генома обнаружили хромосомные регионы, в которых, как считается, могут содержаться гены, обуславливающие подверженность СДВГ, на сегодняшний день не обнаружен какой-либо ген, определённо ответственный за СДВГ».
В базу данных человеческой наследственности по Менделю (OMIM), доступную в Интернете, включена и запись о СДВГ, при условии аутосомно-доминантных наследственных предпосылок; при этом отмечено, что подверженности заболеванию способствует комбинация генов. В данной базе перечислены 8 генов, которые, в разных комбинациях, считаются ответственными за СДВГ.

### Нейровизуализация и СДВГ
При проведении исследований с помощью нейровизуализации было высказано мнение, что существуют определённые изменения в мозге — в областях, ответственных за высшие формы нервной деятельности, — у лиц, страдающих СДВГ, и лиц, не имеющих данного синдрома. Методика некоторых исследований лобных долей головного мозга, используемая при оценке истончения коры мозга при СДВГ, была подвергнута критике как имеющая «упрощенческие тенденции». Критики утверждают, что в некоторых исследованиях недостаточно осуществлялся контроль над употреблением стимулирующих средств, из-за чего было невозможно определить, вызвано ли уменьшение толщины ткани, наблюдаемое в некоторых областях мозга, собственно СДВГ или принимавшимися психотропными препаратами.
Джонатан Лео и Дэвид Коэн, которые отвергают характеристику СДВГ как расстройства, считают, что многие исследования с применением нейровизуализации являются чрезмерно упрощёнными как с общей, так и с научной точки зрения и что им придаётся слишком много значения, несмотря на очевидные недостатки экспериментальной методологии.

### Теория охотника и фермера
Была предложена Томом Хартманом для объяснения причин синдрома дефицита внимания и гиперактивности. Хартман считает, что подобные состояния могут быть результатом адаптивного поведения биологического вида; лиц, у которых диагностирован СДВГ, его теория определяет как сохранивших в себе некоторые из древних черт охотника.

### Нейроразнообразие
Приверженцы данной теории утверждают, что нетипичное (нейродиверсифицированное) развитие — это нормальное проявление отличия одного человека от другого и что мы должны уважительно относиться к нему, как и к любым другим обычным различиям. Сторонники данной теории обычно предлагают терапию, чаще всего не основанную на применении медикаментов. Критики от имени общественности утверждают, что хотя биологические факторы могут, по всей видимости, играть роль в характерных для некоторых детей трудностях с тем, чтобы спокойно усидеть и/или сконцентрироваться на школьных заданиях, но, тем не менее, виной всему главным образом их неспособность интегрироваться в общество и принять его требования, выдвигаемые другими людьми.

### СДВГ как социальный конструкт
Высказывалось мнение, что даже если СДВГ является социальным конструктом, то это ещё не означает, что СДВГ представляет собой безопасное состояние. Например, ожирение получает разные культурные оценки в разных обществах, но, тем не менее, с ним связаны явные негативные последствия для здоровья. Небольшая часть таких критиков поддерживает точку зрения, что СДВГ «изобрели, но не доказали». Они считают, что расстройств вообще не существует и что наблюдаемые поведенческие явления не являются ненормальными, а могут быть удовлетворительно объяснены влиянием окружения или самой личностью человека, которому приписывают «расстройство».

## Опасения в связи с употреблением медикаментов
Национальный институт психического здоровья США рекомендует стимулирующие препараты для лечения СДВГ и утверждает, что «при условии медицинского наблюдения стимулирующие препараты считаются безопасными». В специальной публикации 2007 года не было отмечено каких-либо побочных эффектов или снижения эффективности у обычно прописываемых стимуляторов. Однако применение стимулирующих препаратов для лечения СДВГ вызвало возражения, связанные с побочными эффектами, непредсказуемыми долгосрочными последствиями приёма этих средств, а также социальными и этическими аспектами их использования и распространения.

### Масштаб употребления стимуляторов
В 1990-х годах США потребляли 90 % всех стимуляторов, производимых в мире. В 2000-е годы это число снизилось до 80 % благодаря росту потребления стимуляторов в других регионах мира. В Великобритании используют в десять раз меньше, а во Франции и Италии в двадцать раз меньше метилфенидата (риталина) в расчёте на единицу населения, чем в США.

### Опасения в связи с побочными эффектами и необходимостью долгосрочного употребления
Некоторые родители и специалисты-медики поднимали вопрос о побочных эффектах медикаментов и возможности их долгосрочного применения. Исследования показали, что в трёхгодичной перспективе стимуляторы не демонстрируют никаких преимуществ по сравнению с поведенческой психотерапией. Также в число болезненных вопросов включены проблема зависимости, апатия, рост умственной отсталости, появление суицидальных намерений и отрицательное влияние на сердечно-сосудистую систему. Нарушения сердечно-сосудистой системы при приёме препаратов для лечения СДВГ сходны с теми, что наблюдаются при длительной кокаиновой зависимости, и порой приводят к смертельным исходам.
Эти проблемы вызвали интерес к немедикаментозным методам лечения, например маслам Омега-3, которые помогают при симптомах СДВГ. 9 февраля 2006 года Управление по контролю за качеством пищевых продуктов и лекарственных средств США проголосовало за то, чтобы рекомендовать вынести специальное предупреждение об опасности для сердечно-сосудистой системы стимуляторов, используемых для лечения СДВГ.
Обзорная публикация, изданная в 2008 году, показала, что употребление пациентами стимуляторов повышало оценку их поведения преподавателями и родителями; тем не менее оно не улучшало их академическую успеваемость. Не было выявлено ни положительное, ни отрицательное влияние стимуляторов (при их трёхгодичном употреблении) на уровень преступности или злоупотребления алкоголем или наркотиками. В исследованиях было показано, что интенсивное лечение стимуляторами в течение 14 месяцев не имеет долгосрочных эффектов даже 8 лет спустя. Не было обнаружено значительной разницы между различными медикаментами с точки зрения их эффективности или наличия побочных действий.
Сравнительный анализ результатов нескольких клинических испытаний показал, что приблизительно у 70 % детей улучшается поведение после короткого курса приёма стимуляторов, но было отмечено, что такой вывод может быть пристрастным из-за наличия в медицинской литературе большого количества низкокачественных клинических обзорных исследований. Не было проведено рандомизированных клинических испытаний с использованием плацебо для исследования долгосрочной (сроком более 4 недель) эффективности риталина. Таким образом, долгосрочная эффективность риталина не была доказана. Отмечались серьёзные сомнения в беспристрастности исследований, посвящённых применению риталина при СДВГ.
Исследования на животных, посвящённые вопросу нейротоксичности амфетаминов, обнаружили противоречивые результаты. Например, у крыс дозы амфетаминовых препаратов, эквивалентные терапевтическим дозам при СДВГ, положительно влияли на дофаминовую систему. У приматов терапевтически эквивалентные дозы вызывали снижение плотности отделов коры мозга, отвечающих за транспортировку дофамина. У людей с СДВГ отмечается увеличенная плотность отделов коры мозга, ответственных за транспортировку дофамина, которая снижается при употреблении медикаментов, прописываемых при СДВГ. Было рекомендовано провести дальнейшие исследования по долгосрочным эффектам амфетаминовых препаратов при лечении данного синдрома.

### Влияние при длительном употреблении на психику и развитие ребёнка
Риталин, будучи производным амфетамина и мощным стимулятором центральной нервной системы, может привести к психотическим явлениям при хроническом употреблении. Хотя безопасность кратковременной терапии риталином доказана в клинических исследованиях, последствия длительного употребления психостимулирующих препаратов, таких как риталин, остаются менее ясными. Такие эффекты хронического употребления риталина, как наркотическая зависимость, абстинентный синдром и развитие психозов, очень мало освещались в исследованиях и почти неизвестны широкой общественности.
Стимуляторы могут вызывать отставание в развитии у детей до трёх лет. Исследования на животных вызвали у специалистов опасения относительно безопасности долгосрочного употребления стимуляторов в плане их влияния на развитие мозга человека. Одно исследование показало наличие устойчивых молекулярных изменений в дофаминовой системе, в частности в системе, отвечающей за чувство удовлетворения, при исследовании действия риталина на взрослых крысах. Вызывают ли стимуляторы такие же изменения в мозгу детей и ведёт ли это к росту злоупотребления препаратом, остаётся неясным.
Существуют ограниченные данные, указывающие на существование лишь небольших преимуществ долгосрочного употребления стимуляторов детьми, у которых диагностирован СДВГ, но с этим употреблением связаны также и значительные риски. Эффекты от долгосрочного употребления риталина чаще всего затрагивают изменения, вызванные препаратом в системе транспортировки дофамина. Частота возникновения психозов при краткосрочных медицинских испытаниях риталина составляла 0,1 %. Небольшое исследование, затронувшее менее 100 детей, в котором оценивалось долгосрочное употребление стимуляторов, обнаружило, что у 6 % детей развивались психотические состояния после нескольких месяцев или лет применения стимуляторов. Как правило, психотические состояния проходят вскоре после прекращения употребления этих средств. Поскольку данное исследование имело небольшой масштаб и не соответствовало в достаточной мере всем стандартам, было рекомендовано проведение исследований большего масштаба.
Эффекты долгосрочного употребления риталина, влияющие на развивающийся мозг и на возникновение психических расстройств в последующем, неизвестны. Несмотря на это, от 0,51 % до 1,23 % детей в возрасте от двух до шести лет в США принимают стимуляторы. В то же время стимулирующие средства для данной возрастной группы запрещены.
В исследовании, опубликованном в 2003 году, отмечалось, что объём мозга у детей с диагнозом СДВГ меньше, чем у детей, которым не был выставлен этот диагноз. Неясно, вызвано ли снижение объёма мозга самим заболеванием или же препаратами, используемыми для лечения СДВГ.
В 2010 году в Австралии было опубликовано исследование о безрезультатности и неэффективности лечения СДВГ стимуляторами. Исследование охватывало людей, за которыми наблюдали на протяжении 20 лет.
Были высказаны опасения, что долгосрочная терапия риталином может вызвать предрасположенность к параноидальным и шизофреническим реакциям и к поведенческим отклонениям, как это бывает в случаях с другими стимуляторами. К симптомам, которые могут возникать при употреблении риталина, относятся слышание голосов, зрительные галлюцинации, аутоагрессия, сильное беспокойство, чувство эйфории, маниакальные состояния, параноидальный бред, повышенная агрессия и раздражительность. Невозможно выявить какую-либо личностную предрасположенность к риталиновому психозу. История психических заболеваний у членов семьи не показывает предрасположенности к токсикозу стимуляторами у детей, получивших диагноз СДВГ.
Также была отмечена высокая частота употребления стимуляторов детьми с диагнозами шизофрении и биполярного аффективного расстройства (БАР). У лиц с диагнозом БАР или шизофрении, в детстве получавших стимуляторы, обычно отмечается более раннее начало психотического расстройства и более тяжёлое его клиническое течение.
У юных пациентов с диагнозом СДВГ, принимающих стимулирующие препараты, может отмечаться недостаточная прибавка в росте и весе в течение пубертатного периода, но в то же время стимуляторы имеют лишь малое влияние на конечный вес и рост пациента. Остаётся неясным, происходит ли задержка роста из-за использования стимуляторов или из-за наличия СДВГ; такие исследования проблематичны по причине этических ограничений на применение стимуляторов в отношении детей, не страдающих СДВГ, в клинических исследованиях. Некоторые пациенты временно прекращают приём препаратов, устраивая себе так называемые «лекарственные каникулы», надеясь, что в течение этого периода восстановится нормальный уровень прибавки в росте и весе.
Применение стимулирующих препаратов также может вызвать задержку роста хрящей, аномалии развития печени и отрицательно сказаться на развитии центральной нервной системы. При продолжительном приеме риталина рекомендуется периодический полный клинический анализ крови, контроль лейкоцитарной формулы и тромбоцитов.

### Принуждение к употреблению препаратов
Чаще всего решение о применении препарата принимает не сам ребёнок, которому он прописан; особенно это касается детей в возрасте до шести лет — группы, в которой в настоящее время происходит резкое увеличение прописывания психотропных препаратов. Некоторые школы в США пытались настаивать на лечении медикаментами как на необходимом условии для допущения ребёнка к занятиям. Правительство США издало закон против подобной практики. Таким образом, возникают проблемы этического порядка, касающиеся принудительного лечения или оказания давления на детей. Некоторые подозревают, что дети употребляют стимулирующие препараты для улучшения результатов в учёбе по настоянию своих честолюбивых родителей.

### Неспецифическое действие
Стимуляторы часто рассматривают как средства, улучшающие познавательные способности (ноотропы), или так называемые «таблетки для мозгов» («smart drugs»). Их неспецифическое действие обнаруживается у детей и взрослых как с диагнозом СДВГ, так и без. Некоторые исследователи обнаруживают эффекты улучшения концентрации и поведения во всех случаях приёма препаратов. Благодаря своему неспецифическому действию стимуляторы использовались писателями для создания творческого настроения, а также военно-воздушными силами США для улучшения концентрации в бою. Небольшая группа учёных рекомендует широкое и повсеместное употребление стимуляторов для улучшения способностей мозга.

### Злоупотребление стимулирующими препаратами
Стимуляторы являются психотропными веществами, над обращением которых осуществляется контроль. Они входят в список № 2 («возможно злоупотребление; возможна психическая или физическая зависимость; применяются в качестве медицинского препарата»).
Происходят споры по поводу того, злоупотребляют ли риталином так же широко, как другими стимуляторами. Многие считают, что уровень злоупотребления риталином значительно ниже, чем злоупотребления другими препаратами. Однако большинство исследований потенциальной опасности злоупотребления риталином показывают, что степень этого риска близка к риску злоупотребления кокаином и декстроамфетамином.
Иногда стимулирующие препараты перепродаются пациентами в качестве наркотиков. Риталин часто применяется учащимися, не страдающими СДВГ, как средство для улучшения показателей в учёбе.
И дети, у которых был диагностирован СДВГ, и дети без такого диагноза злоупотребляют стимуляторами. В то же время лица с диагнозом СДВГ подвергаются самому большому риску злоупотребления этими средствами и риску нарушения предписаний врача. От 16 до 29 % учащихся, которым прописаны стимуляторы, признаю́тся, что нарушают указания, данные в рецепте. Аналитическое исследование, проведённое в 2008 году, показало высокий уровень применения стимуляторов также без предписания врача. Было обнаружено, что от 5 до 9 % школьников и от 5 до 35 % учащихся колледжей употребляли в предыдущем году стимуляторы, не прописанные им врачами. Чаще всего поводом для этого было их желание достичь лучшей концентрации, улучшить бдительность, «кайфануть» или просто поэкспериментировать. Другое исследование, проведённое в 2003 году, показало, что 4,1 % учащихся колледжей в США в прошедшем году употребляли стимуляторы без назначения врача.
Работы, в которых исследовалось, может ли применение стимуляторов привести к злоупотреблению наркотическими веществами в дальнейшей жизни, показали, что, хотя среди пациентов с СДВГ в целом существует повышенный риск злоупотребления препаратами, но употребление стимуляторов в детстве не влияло на риск (не повышало и не снижало его) использования наркотиков во взрослом возрасте по сравнению с пациентами с СДВГ, не подвергавшимися медикаментозному лечению.
С другой стороны, С. Шенк и Э. Дэвидсон в своих исследованиях показали, что среди лиц, получавших стимуляторы в детстве, отмечен самый высокий процент наркоманов-кокаинистов во взрослой жизни — в два раза больше, чем у других проанализированных групп. Таким образом, это предполагает, что употребление стимуляторов в детстве связано с склонностью или предрасположенностью детей к злоупотреблению кокаином в дальнейшей жизни. Кроме того, оказалось, что табакокурение тоже повышает риск злоупотребления кокаином у этой группы. Но даже с учётом показателей по табакокурению уровень злоупотребления кокаином всё равно был значительно выше у взрослых лиц, которые принимали стимуляторы в детстве. Такой риск был по-прежнему актуален даже по истечении 15 лет после прекращения приёма стимулирующих препаратов.

## Реклама
В 2008 году пять фармацевтических компаний получили предупреждения от Управления по контролю за качеством пищевых продуктов и лекарственных средств США относительно неверных сведений о медикаментозном лечении СДВГ, указанных в рекламных объявлениях и на рекламных щитах. В сентябре 2008 года Управление по контролю за качеством пищевых продуктов и лекарственных средств США выслало предупреждения в адрес компаний Novartis Pharmaceuticals и Johnson & Johnson касательно рекламы препаратов Focalin XR (дексметилфенидат) и Concerta (метилфенидат в капсулах), в которой компании преувеличивали эффективность препаратов. Похожее предупреждение было вынесено компании Shire Plc в отношении препарата Adderall XR (смесь амфетамина и декстроамфетамина).

## Злоупотребление служебными полномочиями из корыстных побуждений
Известный исследователь явления СДВГ Рассел Баркли признавался в том, что получает деньги от фармацевтических компаний за выступления в их защиту и консультации. Есть опасения, что этот факт может говорить о пристрастности его публикаций.
Как обнаружилось в 2008 году, Джозеф Бидерман, часто цитируемый эксперт по СДВГ и сотрудник Гарвардского университета, скрыл от руководства университета, что между 2000 и 2007 годом он получил от фармацевтических компаний 1,6 миллионов долларов. Э. Фуллер Тори, исполнительный директор Медицинского исследовательского центра Т. Стэнли, финансирующего исследования в области психиатрии, заявил: «В области детской психиатрии, в частности, мы знаем гораздо меньше, чем необходимо, и нам крайне нужны исследования, на которые не влияют финансовые вливания крупных компаний».
Общественная группа в поддержку СДВГ под названием «Дети и взрослые с СДВГ», базирующаяся в Лэндовере, штат Мэриленд, по данным открытых источников получила в 2007 году финансирование в количестве 1 169 000 долларов от фармацевтических компаний. Эти средства составляют 26 % их бюджета. Некоторые исследователи усмотрели в данном факте крупное злоупотребление служебными полномочиями.

## Проблемы стигматизации
Родители обеспокоены тем, что навешивание детям ярлыка «психического расстройства» может снизить их самооценку. По мнению Рассела Баркли, стигматизация является палкой о двух концах: с одной стороны, стигматизация таит много опасностей, но с другой стороны, конкретное обозначение проблемы даёт человеку возможность получить соответствующее лечение. Баркли также считает, что стигматизация может помочь человеку понять свою проблему и принять осознанное решение для эффективного решения проблемы с использованием эмпирических данных. Другие исследования также утверждают, что информирование детей и их родителей имеет по крайней мере кратковременный эффект на исход лечения. Баркли отмечает относительно прав людей с диагнозом СДВГ: «…для их защиты были разработаны разнообразные законодательные акты. Существуют специальные положения об образовании в рамках Закона о лицах с ограниченной трудоспособностью, в которых, например, упоминается СДВГ. Если изменить форму стигматизации и рассматривать такие симптомы просто как отклонения от нормального темперамента, то эти люди потеряют доступ к возможностям лечения и меры защиты их от дискриминации, которые были достигнуты тяжёлым трудом».
Психиатр Харви Паркер, основавший общественную группу «Дети и взрослые с СДВГ», утверждает: «Мы с радостью отмечаем тот факт, что в районных отделах образования по всей стране начинают понимать важность распознавания детей с СДВГ и находят пути их лечения. Мы с радостью отмечаем тот факт, что общественность смотрит на детей с СДВГ не как на „плохих“, „невоспитанных“ детей, а как на детей с определённой проблемой, которую они не могут преодолеть».
Критики от имени общественности считают, что информированность о СДВГ может очень легко стать самоисполняющимся пророчеством, главным образом из-за неуверенности в себе. В частности, Томас Армстронг утверждает, что ярлык СДВГ представляет собой «катастрофическую ловушку», которая активно разрушает способность видеть лучшие стороны ребёнка. Армстронг пользуется термином «нейроразнообразие» (впервые он был использован активистами движения за права людей, страдающих аутизмом) в качестве альтернативного, менее разрушительного обозначения. Том Хартман заявлял, что ярлык «расстройства мозга» — это «достаточно скверный ярлык для любого ребёнка, которому придется его носить».
Дети, принимающие психотропные лекарства, в том числе и от СДВГ, подвергаются из-за этого насмешкам со стороны сверстников в школе.

## СДВГ в политике и СМИ
В средствах массовой информации часто отображались конфликты различных лиц и групп по поводу явления СДВГ.

### В США
В 2001 году в США в рамках передачи «Frontline» на канале PBS прошло ток-шоу под названием «Назначение медикаментов детям». Во время программы представители различных точек зрения высказывали свои мнения. В рамках раздела программы, озаглавленного «Ответная реакция», невролог Фред Боман и основатель «Международного центра исследований в психиатрии и психологии» Питер Бреггин — которых PBS представил как «громких критиков СДВГ, настаивающих на том, что этот диагноз является фальсификацией, изобретенной фармацевтическими компаниями специально для атаки на семьи, озабоченные поведением детей», — ответили на вопросы касательно релевантности диагноза. Хавьер Кастелланос, в то время глава группы по исследованию СДВГ при Национальном институте психического здоровья США, и Рассел Баркли настаивали на мнении, что СДВГ представляет собой реальное расстройство, хотя Кастелланос признал, что с научной точки зрения в этом отношении многое остаётся слишком неясным. На вопросы о СДВГ также ответили Лоренс Дилер и представитель компании Shire Plc.
Обоснованность работ многих так называемых «экспертов» по СДВГ (включая доктора Бидермана) была поставлена под вопрос Mарчией Анджелл, бывшим главным редактором «Медицинского журнала Новой Англии» (издание Медицинского общества штата Массачусетс, считающееся самым читаемым и влиятельным общемедицинским изданием в мире), в её книге «Фармацевтические компании и врачи: история продажности». Некоторые журналисты, например Бенедикт Кэри, автор статей на научные и медицинские темы в New York Times, также писали критические статьи о явлении СДВГ.
По вопросу СДВГ происходили слушания в Конгрессе США. Судебному разбирательству подвергались многочисленные иски, включая самый нашумевший из них — неудачный объединённый федеральный иск против распространения риталина в 2000 году (серия из пяти федеральных судебных исков, поданных в пяти штатах США в 2000 году, обвинявших производителей риталина и Американскую психиатрическую ассоциацию в сговоре с целью изобрести и разрекламировать диагноз СДВГ для создания высокодоходного рынка сбыта препарата; также были выдвинуты обвинения в адрес общественной группы «Дети и взрослые с СДВГ» в том, что её члены умышленно пытались увеличить доступность риталина на рынке и ослабить ограничения на распространение риталина с целью повысить доходы фармацевтической компании Novartis; все иски были прекращены к 2002 году). Это было время невероятного увеличения употребления стимулирующих препаратов, остающегося с тех пор примерно на прежнем уровне.

### В Великобритании
Баронесса Сьюзан Гринфилд, крупный специалист в области неврологии, призывала в Палате лордов Великобритании провести широкомасштабное расследование причин резкого увеличения выставления диагноза СДВГ в Великобритании. После этого на канале Би-би-си в программе «Panorama» в 2007 году был показан сюжет, в котором освещались исследования, проведённые в США. Из программы следовало, что медикаменты не являются лучшим средством при СДВГ в долгосрочной перспективе, чем терапевтические методы лечения. В Великобритании применение медикаментов при СДВГ растёт огромными темпами. Другие общественные фигуры также делали критические замечания по поводу синдрома дефицита внимания и гиперактивности, среди них — Теренс Кили, медицинский биохимик и ректор Букингемского университета, заявивший, что препараты для лечения СДВГ используются для контроля буйного поведения мальчиков.

### Саентология
Ещё в 1990 году в Los Angeles Times была опубликована статья, где утверждалось, что «шум вокруг риталина исходил почти из единственного источника, которым являлось движение саентологии».
Гражданская комиссия по правам человека, антипсихиатрическая организация, основанная саентологами в 1969 году, проводила крупные кампании против риталина в 1980-е годы и лоббировала в Конгрессе США расследование распространения риталина. В публикациях саентологов «настоящей мишенью нашей кампании» объявлялась «профессия психиатра в целом» и утверждалось, что кампания «заставила общественность признать, что Гражданская комиссия по правам человека и саентологи — единственные, кто делает что-то реальное в связи с проблемой широкого применения медикаментов в психиатрии».
Саентологи утверждают, что «продолжают накаляться дискуссии по поводу многочисленных смертей и необратимых изменений организма, произведённых психотропными препаратами, прописанными детям, заклеймлённым <…> СДВГ». Интервью известного последователя движения саентологов Тома Круза Мэтту Лауэру получило широкую общественную известность. В этом интервью Том Круз говорил о проблеме использования медикаментов при аффективных расстройствах (расстройствах настроения) и назвал риталин и другие подобные препараты «уличными наркотиками». Нередко стимулирующие средства продаются в школах и университетских городках; эти препараты используются студентами, не имеющими диагноза СДВГ, для повышения настроения при монотонной работе.

## В искусстве

### Южный парк

У Тимми первого обнаружили СДВГ

Практика назначения риталина детям в США в качестве средства от СДВГ показана в эпизоде «Тимми 2000» 4-го сезона мультсериала «Южный парк». Первым СДВГ обнаруживают у Тимми: местный психиатр говорит, что это «широко распространённая среди современных детей проблема», и прописывает Тимми риталин, а также освобождает его от домашнего задания. После этого все ученики класса решают, что у них должен быть СДВГ. Психиатр обследует детей и диагностирует у них всех СДВГ — это производится следующим образом: в течение семи часов психиатр читает детям полностью роман Эрнеста Хемингуэя «Прощай, оружие!» (после окончания чтения видно, как Кенни в состоянии измождения бьётся головой об стол), вслед за чем задаёт контрольный вопрос: «О каких бутылках говорила в 19-й главе мисс Ван Кэмпен?» Поскольку никто не может ответить на вопрос, психиатр торжествующе объявляет, что у всех поголовно СДВГ, и прописывает всем риталин.
Родители массово закупают в аптеках риталин для своих детей, целиком полагаясь на советы психиатров и платя сто долларов за препарат. Местный психиатр вместе с фармацевтом подсчитывают прибыль и обсуждают финансовые перспективы. На вопросы о вероятных побочных эффектах они уклончиво отвечают, что, «возможно, ваш ребёнок будет немного заторможен, и всё», и между прочим прибавляют, что, «возможно, ваш ребёнок начнет видеть маленькую розовую Кристину Агилеру, хотя это ещё не доказано».
По мере приёма риталина ребята становятся все тупее, им начинает нравиться занудная музыка Фила Коллинза. В дело вмешивается Шеф, после того как обнаруживает, что ребята собираются идти на концерт Фила Коллинза, и наблюдает, как Картман жалуется на укусы маленькой розовой Кристины Агилеры. Шеф заявляет: «Риталин слишком сильно дал по вашим незрелым мозгам» — и отправляется к фармацевту. В аптеке Шеф говорит: «По всей стране вы, фармацевты, даете детям чёртов риталин» — и обвиняет фармацевта и психиатра в некомпетентности. Последней каплей становится, однако, новость о том, что дети полюбили Фила Коллинза: «Вы сделали их такими унылыми и скучными, что они идут на концерт Фила Коллинза». Психиатр и фармацевт не могут вынести этого и начинают рыдать прямо на месте, осознав, что их халатность привела к чудовищной ошибке: дети полюбили Фила Коллинза. Они соглашаются помочь детям отвыкнуть от риталина и для этого дают им противоядие — «риталвон». Это происходит прямо на концерте, и дети, очнувшись от воздействия риталина, прогоняют Фила Коллинза со сцены и требуют выхода Тимми, который за время серии успел стать рок-звездой.